# Carine Bahanag
Carine Bahanag, née en 1990 à Yaoundé au Cameroun, est une féministe, artiste, danseuse, chorégraphe et scénariste camerounaise. Elle est chercheuse en anthropologie de la danse. Elle travaille sur les danses traditionnelles camerounaises, la transmission des féminismes africains et la représentation des femmes noires dans la bande dessinée.

## Biographie

### Enfance et formation
Carine est née en 1990 à Yaoundé au Cameroun.
En 2010, elle entame une licence en communication des organisations à l’École supérieure des sciences et techniques de l'information et de communication de Yaoundé. Elle apprend en parallèle les danses sportives au Ballet Universitaire de Yaoundé I. En compagnie de son partenaire de danse Jean Frédérick Ombga, elle participe à des compétitions régionales, puis nationales organisées par la ligue régionale du centre de la fédération de danses sportives et assimilées.
Elle se forme aux danses traditionnelles et contemporaines d’Afrique à l’École des Sables au Sénégal créée par Germaine Acogny,.
Elle commence une thèse en anthropologie de la danse en 2018 au Muséum national d'histoire naturelle de Paris.

## Militantisme
Elle s'engage pour la transmission de la culture africaine au travers de différentes initiatives liées à la danse, son sujet d'étude. Elle milite également pour la transmission des féminismes africains, la représentation des femmes noires dans la bande dessinée et la sensibilisation contre les violences intrafamiliales.
En 2014, elle crée et met en place avec l'aide de bénévoles le projet « Vacances en cadence », un stage artistique d'un mois, mettant gratuitement à la disposition des enfants de Nkolnondo, un quartier de la ville de Yaoundé, des cours de danse, musique et théâtre et clôturés par des spectacles de restitution. Trois éditions ont eu lieu en 2014, 2015 et 2016.
Au début de 2020, pendant la première vague de la crise sanitaire Covid-19 en Europe, Carine Bahanag met en ligne une série de six cours de danse traditionnelles de six pays africains différents, accessible gratuitement aux personnes confinées.
En fin 2020, elle cofonde le studio graphique et maison d’édition AFIRI Studio avec Reine Dibussi, artiste illustratrice 2D.
En 2021, elle rejoint l’équipe cofondatrice de la Coordination féministe Camerounaise, une coalition d’associations visant à renforcer le mouvement féministe camerounais. En juin 2023, elle cofonde le collectif féministe 1931, un groupe de travail axé sur la transmission des savoirs féministes africains et dont la mission est de contribuer à la révolution sociale et politique nécessaire à l’avènement d’une société plus juste, équitable et égalitaire au Cameroun et sur le continent africain.
En 2023, elle est lauréate du Fellowship Bayreuth Academy of Advanced African Studies, une bourse de 6 mois (octobre 2023-mars 2024) pour la co-scénario d'un scénario de romanécriture graphique féministe intitulé « ANLU », inspiré du travail de thèse de la chercheuse camerounaise Rose Ndengue, sur la participation des femmes dans les luttes d'indépendance au Cameroun. Le projet ANLU est réalisé en équipe avec Rose Ndengue qui co-signe le scénario d'une part, Reine Dibussi et Malvina Barra qui co-signent les illustrations.
En décembre 2024, elle signe un contrat avec la maison d'édition française Teham pour la production d'un roman graphique. Nade et Karamba Dramé signent les illustrations.
Dans le cadre de son travail, elle est invitée à des festivals et rencontres professionnelles autour de la BD dans de nombreux pays comme le vernissage de l'exposition itinérante Kubuni en Colombie en 2024, le festival Lire au Grand Large en Guadeloupe en 2023, le Bookfest en Roumanie, le Bilili BD festival au Congo Brazzaville, Africa Is/In the future en Belgique, et bien d'autres.

## Publications
En février 2021, Carine Bahanag scénarise le tome 2 de la série de bande dessinée Mulatako aux côtés de la dessinatrice Reine Dibussi. L'ouvrage reçoit un accueil favorable dans la presse et dans les festivals en France et au Cameroun,. Elle est représentée alors par l'agence Ariane Geffard en France.
En 2018, elle soutient à l’Université de Yaoundé I, un Master II en Arts du spectacle option production théâtrale sur le thème « Le langage des danses traditionnelles camerounaises en situation de spectacle vivant : cas des danses Mengan, Ozila et Adouyayé »,

## Conférences publiques, communications
Le premier novembre 2024, elle donne une conférence sur La création et l'écriture de scénario de bande dessinée à l'Alliance française de Manizales en Colombie.
Le 20 décembre 2023, Carine Bahanag donne une conférence publique sur Le roman graphique Anlu : un projet militant et artistique sur la participation des femmes camerounaises à la guerre d'indépendance au sein du Africa Multiple Cluster of Excellence de L'université de Bayreuth en Allemagne.
Le 23 septembre 2023, elle co-anime une conférence sur la représentation des peaux noires dans la bande dessinée et le dessin à l'institut Français de Pointe Noire au Congo Brazzaville.